# المدرسة العلائية للمكفوفين

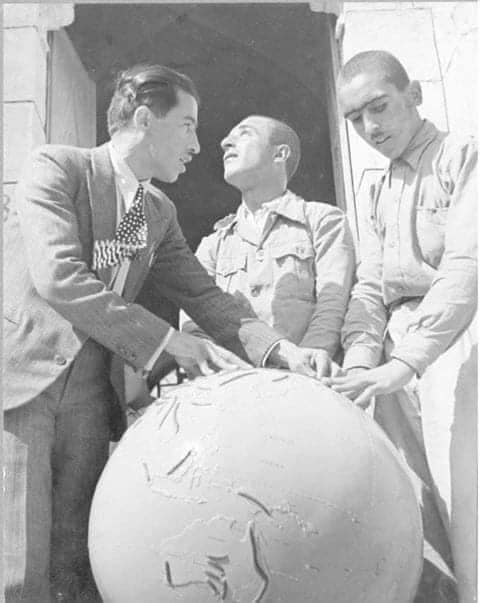
الأستاذ صبحي الدجاني يُعلم طلابًا مكفوفين مادة الجغرافيا عام 1940

المدرسة العلائية للمكفوفين هي أول مدرسةٍ للمكفوفين في الوطن العربي، حيث يتلقون فيها التعليم على نظام بريل (الأحرف النافرة). أسسها وأشرف على إدارتها الأستاذ صبحي الدجاني عام 1938.

## التاريخ
عندما عاد صبحي الدجاني (1910 - 1975) إلى القدس عام 1936، بدأ في تأسيس «المدرسة العلائية للمكفوفين» في مدينة الخليل، وكان قد اختار مدينة الخليل لوجود أكبر نسبةٍ من المكفوفين فيها، فتأسست المدرسة عام 1938، أو عام 1937 حسب مصادر أخرى. ظلت المدرسة العلائية تؤدي عملها حتى عام 1949 حيث انتقلت إلى مدينة البيرة.
تُعد «المدرسة العلائية للمكفوفين» أول مدرسةٍ للمكفوفين في الوطن العربي، وكان طلابها من لبنان وسوريا والأردن والخليج العربي، كما أنها أول من طبع القرآن الكريم بطريقة بريل، كما كانت تنشر مجلة العهد التي كانت تُنشر للمبصرين والمكفوفين في نفس الصفحة. تخرج من المدرسة عددٌ من الشخصيات، ومنهم الأكاديمي والشاعر رجائي بصيلة.
انتقلت المدرسة مرةً أخرى إلى بيت جالا التابعة لمدينة بيت لحم، وهي تتبع الآن وزارة الشؤون الاجتماعية الفلسطينية. تنقل وكالة الأنباء الفلسطينية عن مدير المدرسة مصباح حجازي عام 2011 «المدرسة العلائية شمعة أنارت درب حياة أطفال رافقهم السواد منذ الطفولة وقدمت لهم الرعاية والتعليم والتأهيل لتجعلهم قادرين على مواجهة حياتهم الصعبة متسلحين بعلمهم وقدرتهم على الاهتمام بكافة تفاصيل حياتهم. لا يقتصر تعليم الأطفال في المدرسة العلائية على العلوم والرياضيات بل يتعلم الطلاب أيضًا كيف ينموا مواهبهم فإن فقد الإنسان نعمة أجزاه الله بغيرها فالأناملُ الصغيرة هنا تحدت فقدان بصرها وأنتجت عملاً قد يعجز المبصرون عن عمله لما يتطلب من دقة وإبداع».

## وصلات خارجية
- "العلائية" المدرسة الأولى للمكفوفين عربيا على يوتيوب عبر وكالة الأنباء الفلسطينية